# Andreas Escher

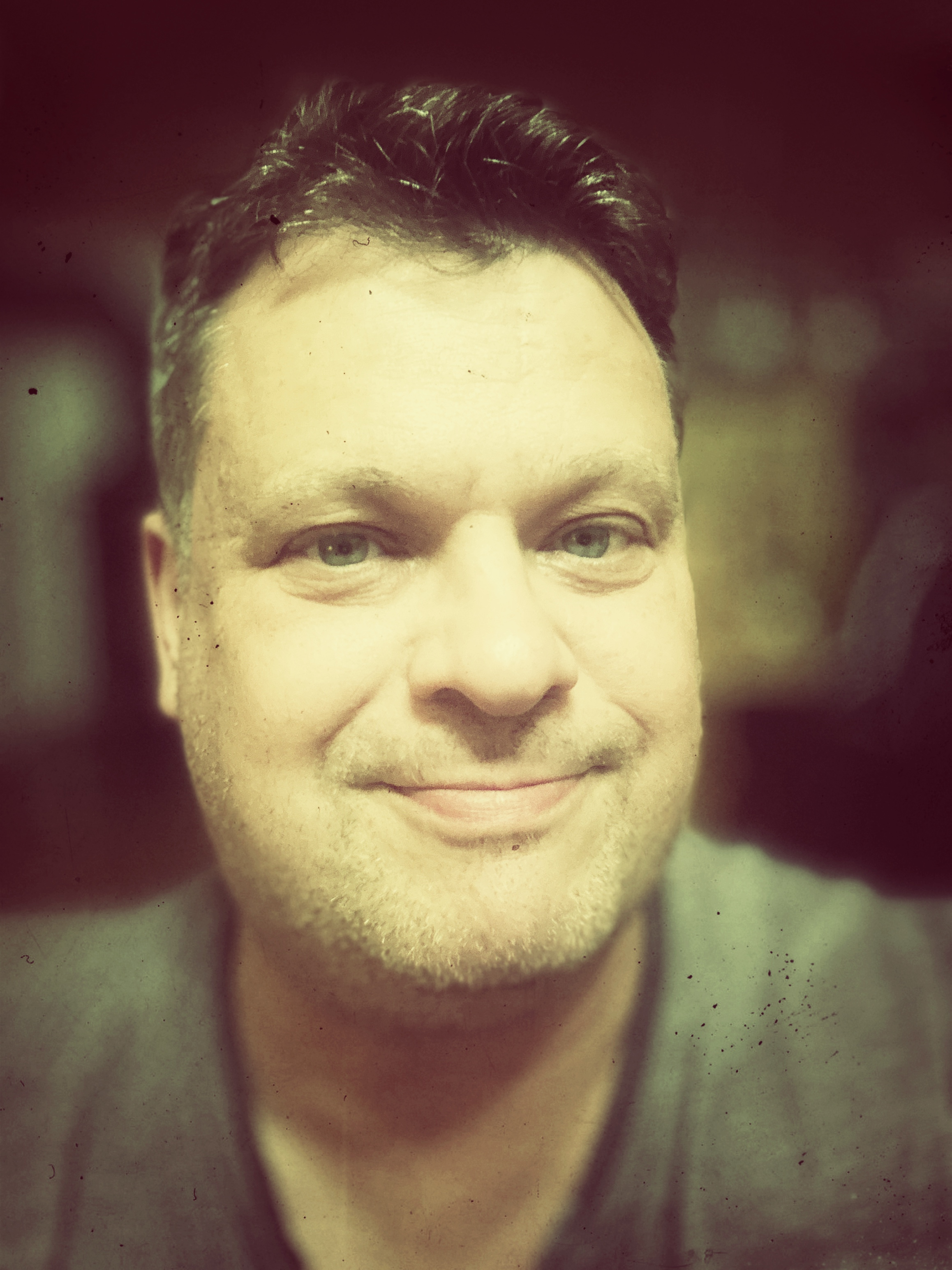
Andreas Escher 2024

Andreas Escher (* 23. Januar 1966 in Saarbrücken, Deutschland) ist ein deutscher Entwickler und Grafiker für Computer- und Konsolenspiele. Er war mitverantwortlich für die C64-Version der Spielereihe R-Type sowie für die C64-Spiele Katakis und Turrican II.

## Leben
Seit 1987 beschäftigte sich Escher damit, Grafiken am C64 zu erstellen. Manfred Trenz war schon bei Rainbow Arts beschäftigt, als Escher 1988 dazustieß. Da beide eine Vorliebe für Shoot-’em-up-Spiele wie R-Type hatten, erarbeiteten sie ein Konzept für Katakis.
Escher arbeitete zwischen 1992 und 1995 unter anderem für Factor 5. Anschließend arbeitete er für unterschiedliche Firmen, etwa Neon, Wings Simulation oder Similis. Seit 2008 bis heute ist er in der Glücksspielbranche als Senior Technical Artist beschäftigt.

## Ludografie
- Katakis/Denaris (C64, 1988)[1]
- R-Type (Portierung des Arcadespiels auf den C64, 1988)
- Spherical (Portierung auf C64, 1989)
- Hard ´n´ Heavy (Nachfolger von Giana Sisters C64 / Amiga / Atari ST, 1989)
- Rock ´n Roll (Portierung auf C64, 1989)
- Oxxonian (Co-Grafiker Amiga ST C64, 1989)
- Sunny Shine - On The Funny Side of Life (Co-Grafiker C64, 1990)
- X-Out (Portierung auf C64, 1990)
- Turrican II: The Final Fight (C64/Amiga, 1991)[2][3][4]
- Log!cal (Portierung auf C64, 1991)
- Contra III: The Alien Wars (Game Boy, 1992)
- Super Turrican (Additional Graphics SNES, 1993)
- Indiana Jones’ Greatest Adventures (MD Genesis, 1994)
- Animaniacs (Game Boy, 1994)
- Tony & Friends in Kellogg's Land (PC Leveldesign, 1994)
- Super Turrican 2 (Additional Graphics SNES, 1995)
- International Superstar Soccer Deluxe (MD Genesis, 1995)
- Star Wars: Rebel Assault II – The Hidden Empire (Additional Graphics PS1, 1995)
- Armorines: Project S.W.A.R.M. (GBC, 1999)
- Panzer Elite (Panzermodelle PC, 1999)
- Fix & Foxi - Episode 1 Lupo (GBC, 2000)
- Moorhuhn 3... es gibt Huhn! (GBC, 2001)
- Katakis 3D (GBC Unveröffentlicht, 2001)[5]
- Fiat Panda 4x4 Fun Rallye (Additional Graphics PC, 2004)
- Shoot the Roach (PC, 2005)
- Black Gold (J2ME, 2007)
- Cubes (J2ME, 2007)